# Antiphonale missarum sextuplex
Antiphonale missarum sextuplex (AMS) (лат. букв. шестикратный антифонарий мессы) — научное издание (антология) наиболее древних богослужебных певческих книг, содержащих песнопения мессы. Издание содержит только тексты песнопений (музыкальной нотации нет).

## Общая характеристика
Издание осуществил солемский монах-исследователь Рене Эсбер в 1935 г. Все источники были составлены в центрах каролингской духовной культуры на северо-западе Франкского государства (территория нынешней северной Франции и Бельгии) в конце VIII и в IX вв.; содержат только тексты, музыкальной нотации нет.
Словами «антифонарий мессы» в древнейшей литургической традиции обозначалась певческая книга, позднее повсеместно получившая наименование градуала. Книга, ныне известная просто как антифонарий, в той же традиции именовалась «антифонарием оффиция» (antiphonalium officii).
Шесть градуалов в антологии Эсбера опубликованы в виде синхронизированных в шести колонках (отсюда название sextuplex) текстов:
B  (Blandiniensis); Bruxelles, Bibl. Royale lat.10127-44; градуал из Монт-Бландена (конец VIII в.);

C  (Compendiensis); Paris, Bibl. nationale, lat.17436; градуал из аббатства св. Корнелия в Компьене (посл. четверть IX в.);

K  (Corbiensis); Paris, Bibl. nationale, lat.12050; градуал из Корби (после 853 г.);

M  (Modoetiensis); Monza, Bibl. Capitolare e Tesoro Ms 88 (7 B 13); кантаторий из Монцы (северофранцузского происхождения; вторая треть IX в.);

R  (Rhenaugensis); Zürich, Zentralbibliothek, Ms. Rheinau 30; градуал из Рейнау (около 800 г.);

S  (Silvanectensis); Paris, Bibl. Sainte-Geneviève, 111; градуал из Санлиса (конец IX в.).